# دخلة رأساء

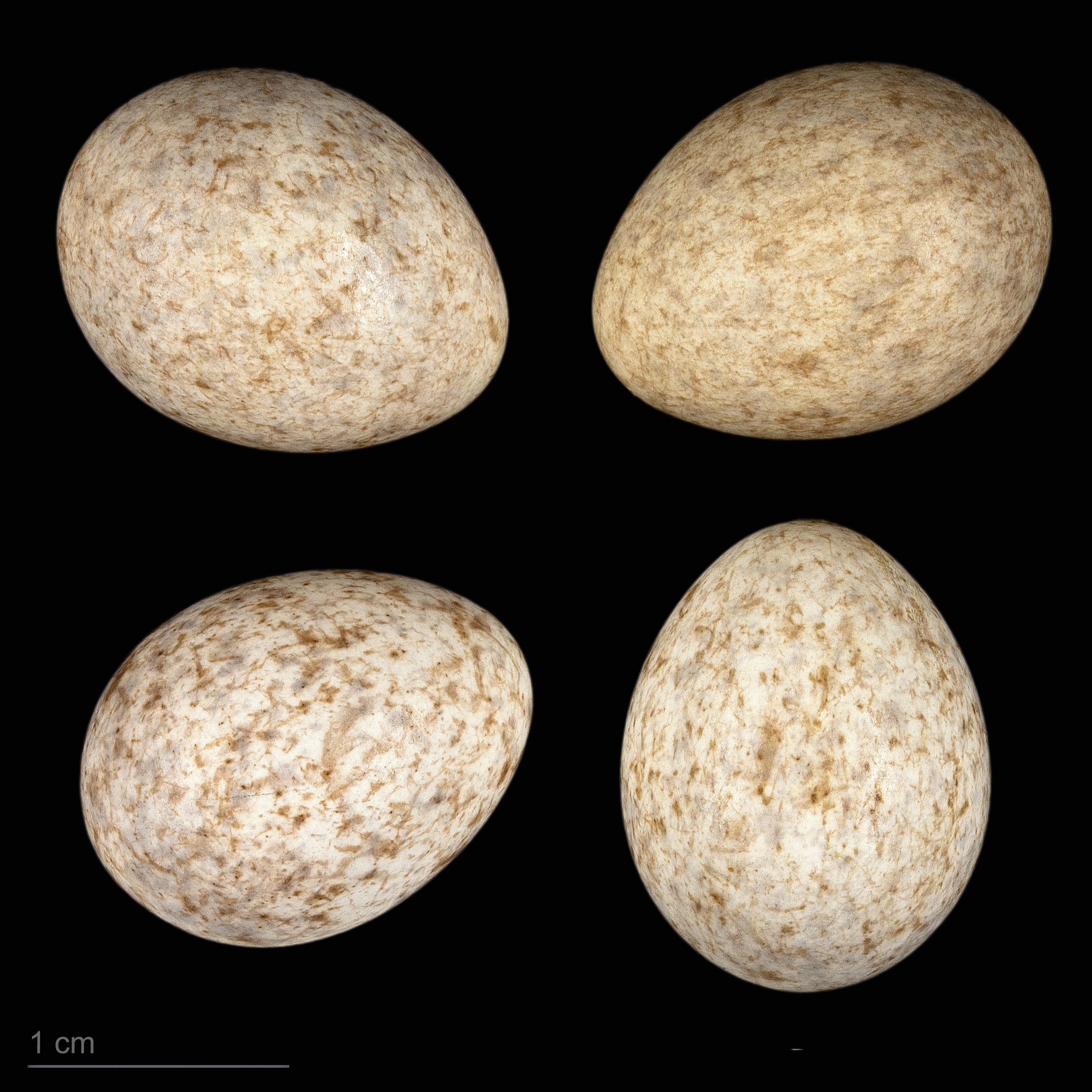
Curruca melanocephala melanocephala

الدُخَّلَة الرأساء أو دُخَّلَة سردينيا (الاسم العلمي: Curruca melanocephala)، هو طائر ينتمي إلى الفصيلة الدُخلية ينتشر حول منطقة البحر الأبيض المتوسط ويتكاثر في الاجزاء الجنوبية من أوروبا وتركيا وشرق البحر الأبيض المتوسط، وهو طائر غير مهاجر، يوجد في المناطق الريفية المفتوحة والصخرية والتي تحوي بعض الشجيرات للتعشيش حيث يتم وضع العش على ارتفاع منخفض بواقع 3-6 بيضات، وهو يتغذى على الحشرات.